# Cyrtodactylus aravallensis
Cyrtodactylus aravallensis är en ödleart som beskrevs av  Gill 1997. Cyrtodactylus aravallensis ingår i släktet Cyrtodactylus och familjen geckoödlor. Inga underarter finns listade i Catalogue of Life.